# Ladera Chica
Ladera Chica är en ort i Mexiko.   Den ligger i kommunen Ayotlán och delstaten Jalisco, i den centrala delen av landet, 400 km väster om huvudstaden Mexico City. Ladera Chica ligger 1 610 meter över havet och antalet invånare är 177.
Terrängen runt Ladera Chica är kuperad. Runt Ladera Chica är det ganska tätbefolkat, med 70 invånare per kvadratkilometer. Närmaste större samhälle är Atotonilco el Alto, 17,2 km väster om Ladera Chica. I omgivningarna runt Ladera Chica växer huvudsakligen savannskog.